# Peina, Gabrovo
Peina (în bulgară Пейна) este un sat în comuna Dreanovo, regiunea Gabrovo,  Bulgaria. 

## Demografie
Componența etnică a satului Peina
     Bulgari (100%)
     Nicio identificare (0%)
     Altele (0%)
La recensământul din 2011, populația satului Peina era de 7 locuitori. Din punct de vedere etnic, toți locuitorii erau bulgari.